# Louis Dinet
 (août 2023).
Si vous disposez d'ouvrages ou d'articles de référence ou si vous connaissez des sites web de qualité traitant du thème abordé ici, merci de compléter l'article en donnant les références utiles à sa vérifiabilité et en les liant à la section « Notes et références ».
Pour les articles homonymes, voir Dinet.
Louis Dinet, né vers 1592 et   mort le 4 octobre 1650 au château de Juvisy, est un évêque français du XVIIe siècle. Il est le fils de Jacques Dinet, avocat aux conseils du roi,  et  un neveu de Gaspard Dinet, évêque de Mâcon.

## Biographie
Louis Dinet est nommé évêque de Mâcon en 1620, en succession de son oncle Gaspard, décédé en 1619.
Pendant son administration se fondent les couvents des Minimes, des Carmélites et de la Visitation. C'est aussi durant l'épiscopat de Louis Dinet que saint Vincent de Paul, alors aumônier général des galères, institue à Mâcon la confrérie de Saint-Charles, pour le soulagement des pauvres et le soin des malades, l'hospice de la Charité.  En 1650, Dinet obtient  l'admission des Jésuites dans sa ville. 